# ジョージ・メテスキー
ジョージ・メテスキー (George Peter Metesky [məˈtɛski]、1903年11月2日 – 1994年5月23日)はアメリカ合衆国の人物。1940年代から50年代にかけて、16年間グランド・セントラル駅やラジオシティ・ミュージックホールといった公共施設や劇場 などに爆発物を仕掛けたことから マッドボンバー（マッド・ボマー、Mad Bomber）の通り名がつけられており、バート・I・ゴードンの映画『マッドボンバー』に登場する爆弾魔のモデルとなったことでも知られている。
業務中の事故で負傷したことによる恨みから、少なくとも33箇所に爆弾を仕掛け、このうち22発が爆発し、15人が負傷する結果となった。
捜査にはプロファイリングが使われたが、逮捕の決め手は彼が新聞社に送った手紙の中で、事故のことについて言及したことだった。
その後、責任能力が欠けていることが証明され、精神病院に収容された。

## 業務中の事故
第一次世界大戦後、メテスキーはアメリカ海兵隊の電気技師として、上海にあるアメリカ領事館に勤務した。帰国後、メテスキーはウォーターバリーで二人の姉（いずれも未婚）と同居し、電力会社コンソリデーテッド・エジソン（以下コン・エジソン）の子会社で整備士として勤務した。
1931年、ヘル・ゲートの発電プラントにいたメテスキーは、ボイラーの故障によって熱いガスを浴びてしまった。
肺を痛めたメテスキーは、26週間の病気休暇の末に職を失った。メテスキーはこの事故で負った肺炎が結核になったと主張したが、コン・エジソンは異議を申し立てた。メテスキーは労働者災害補償保険を申請したものの、時間切れのため却下されてしまった上、1936年末には、3度目の申請も却下された。その結果、メテスキーは三人の同僚と会社の弁護士が自分の事故に対して会社に有利になるよううその証言をしたと信じ込み、憎しみを募らせた。

## 犯行

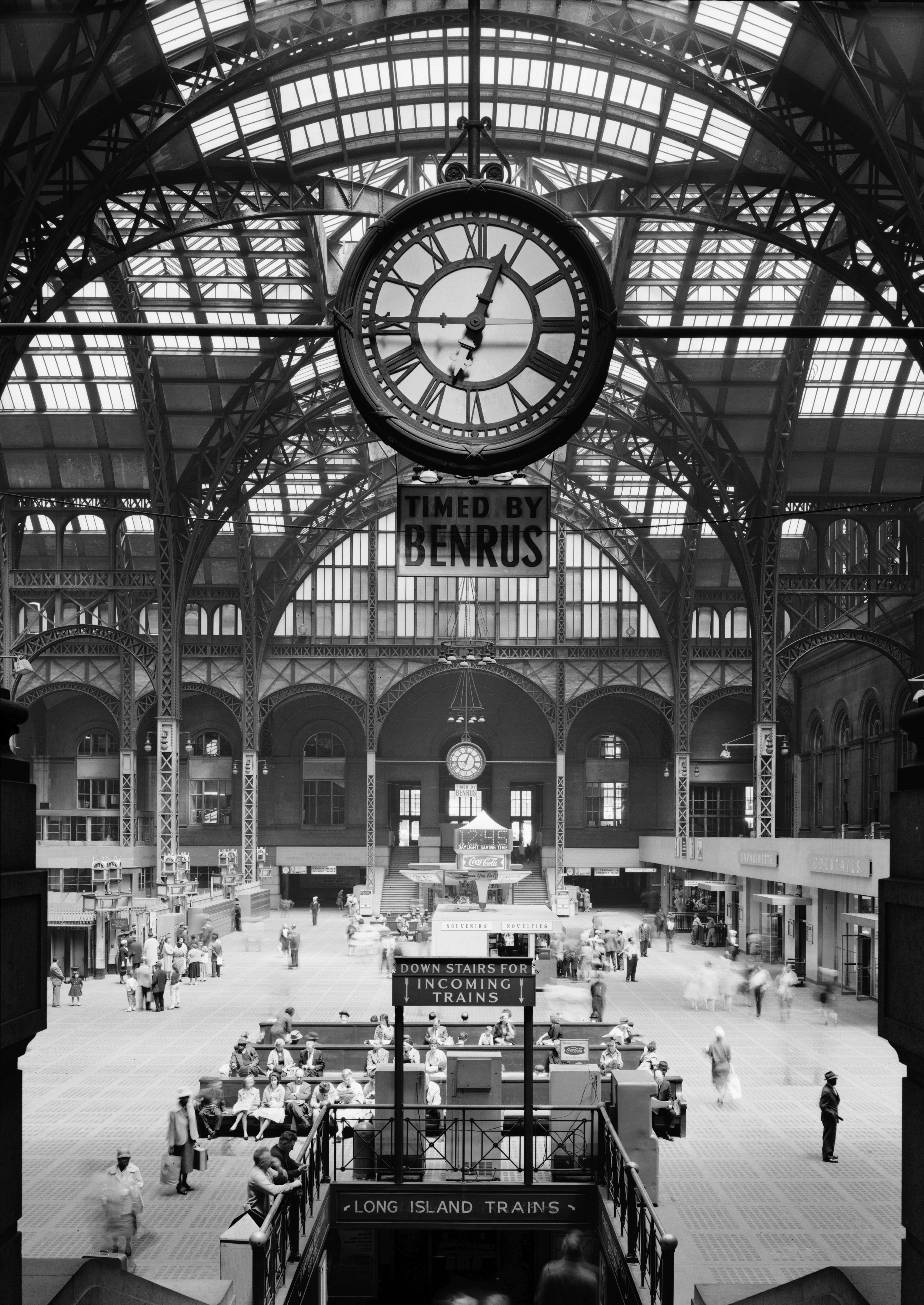
事件現場となったペンシルベニア駅（1962年撮影）

一連の犯行のうち、最初の二つはあまり注目されなかったが、1951年以降は市民の不安をあおり、ニューヨーク市警察にとっても大きな負担となった。
彼は、爆発物を置いた施設の管理者に犯行声明文を送りつけたが、どこに置いたかまでは具体的に示さなかった。また、彼は新聞社に送り付けた犯行声明文の中で、もっと爆発物を設置するつもりだったことを明らかにしている。
爆発物のうち、いくつかは犯行声明文も同封されていたが、犯行の動機や場所を選んだ理由を明かしたものはなかった。
メテスキーは主に火薬を詰めたパイプ爆弾（ 4–10インチ (10–25 cm)、直径0.5–2インチ (1–5 cm) ）に、懐中電灯の電池と安価な懐中時計を組み合わせて時限式にしたものを用いていた。
爆弾の持ち運びにはウールの靴下が使われ、レールや突起物に引っ掛ける形で設置されることもあった。
1940年から56年の犯行期間の中で少なくとも33個の爆発物が設置され、このうち22個が爆発、これにより15人が負傷した。

### 1940年–1941年
1940年11月16日、コン・エジソンの発電所の窓枠に、木製の道具箱に入った爆発物が見つかった。
この時の爆発物の仕組みは稚拙なもので、短い真鍮製のパイプに火薬を詰め、砂糖と懐中電灯の電池を組み合わせて時限式にしたもので、不発に終わった。

包装紙には特徴的なブロック体で書かれた以下の文章があり、"F.P."と署名がしてあった。
コン・エジソンの悪党共へ、こいつをくれてやる
（CON EDISON CROOKS – THIS IS FOR YOU.）
爆発すればメッセージも一緒に吹き飛ぶためわざと不発弾にしたのではないかと、捜査関係者はみている。
1941年9月、 アーヴィング・プレイス4番地にあるコン・エジソンの本社の近くに、同様の仕組みをもつ爆発物が発見され、この時も不発に終わった。書置きなどはなく、警察官が近くにいたから、爆発させることなく遺棄したのだろうと、警察は推測した。

同年12月に第二次世界大戦が勃発し、警察は以下の怪文書を受け取った。
戦争の間は爆弾づくりをやめる。私の中の愛国心がそうさせた。戦争が終わったら、コン・エジソンに正義の鉄槌を下す。彼らの蛮行に報いを与える。F.P.
（I WILL MAKE NO MORE BOMB UNITS FOR THE DURATION OF THE WAR – MY PATRIOTIC FEELINGS HAVE MADE ME DECIDE THIS – LATER I WILL BRING THE CON EDISON TO JUSTICE – THEY WILL PAY FOR THEIR DASTARDLY DEEDS... F.P.）

### 1951年–1956年
宣言通り、メテスキーは1941年から51年の間は爆弾を設置しなかった一方、コン・エジソン、新聞、警察、そして一般市民宛てに怪文書を送り続けた。捜査当局は、手書きの G とYの書き方が特徴的であることから、怪文書の送り手はヨーロッパで教育を受けたと推測した。
再開第一弾は10年前に設置したものよりもパワーアップしており、捜査当局は10年も間が空いたのは出征していたためで、軍で爆弾の作り方を学んだのだろう、と考えたほどだった。
メテスキーはグランド・セントラル駅やラジオシティ・ミュージックホールといった人が多く集まる場所を狙い、複数回にわたり電話ボックスやロッカー、トイレなどに爆発物を設置した。また、メテスキーは映画館の座席を切り開いてその中に爆発物を入れることもあった。

#### 1951年
1951年3月29日、グランド・セントラル駅のターミナル内にある飲食店グランド・セントラル・オイスターバー&レストランの灰皿に仕掛けられた爆弾が爆発したが、死者・負傷者は出なかった。警察は少年かいたずら者の犯行と片付け、翌日のニューヨークタイムズには24面の下部に3段落の記事として報じられただけだった。4月にはニューヨーク公共図書館近くの電話ボックスに設置された爆弾が爆発したが、負傷者は出なかった。8月にも、グランド・セントラル駅の電話ボックスで爆発があったが、こちらも負傷者や死者は出なかった。
9月にはコン・エジソンの本社近くの電話ボックスにも爆発物が仕掛けられたが、こちらは不発に終わった。その2週間後にはホワイト・プレインズの消印のある封書でコン・エジソンに爆弾が送り付けられたが、爆発はしなかった。
10月22日、ニューヨーク・ヘラルド・トリビューンは手書きのブロック体の怪文書を受け取った。文面は以下の通り。
コンソリデーテッド・エジソンが私に行った悪行に正義の鉄槌が下されるまで、爆弾を設置するのはやめない。手はもう出尽くした。他の誰かが、私のために声を上げてくれるまで、私は爆弾を送り続ける。
BOMBS WILL CONTINUE UNTIL THE CONSOLIDATED EDISON COMPANY IS BROUGHT TO JUSTICE FOR THEIR DASTARDLY ACTS AGAINST ME. I HAVE EXHAUSTED ALL OTHER MEANS. I INTEND WITH BOMBS TO CAUSE OTHERS TO CRY OUT FOR JUSTICE FOR ME.
この手紙のなかではタイムズスクエアにあるパラマウントシアターとペンシルベニア駅の電話ボックスに爆弾を設置したと記されていたため、警察は各現場に直行した。
パラマウントシアターのほうは不発処理をしたため事なきを得た一方、ペンシルベニア駅の電話ボックスのには何もなかった
11月28日、IRT路線の駅のコインロッカーで爆発があったが、負傷者は出なかった。
同年末、ヘラルド・トリビューンは以下の文面が書かれた怪文書を受け取る。
街の中に爆弾があることに気づいたかい。もし、君たちを困らせたり、ケガさせてしまったようだったら、申し訳ない。でも、正義の鉄槌を下すためには仕方のないことなんだ。よくはないけど、コン・エジソンが謝罪するためには仕方ないんだ。ああ、彼らは自分がしてきた蛮行を後悔するだろう。私は奴らを法廷につきだす。世間からは奴らに非難の目が注ぐだろう。気を付けたまえ、今度は劇場の座席にたくさん装置を仕掛けようと思うんだ。F.P.
HAVE YOU NOTICED THE BOMBS IN YOUR CITY – IF YOU ARE WORRIED, I AM SORRY – AND ALSO IF ANYONE IS INJURED. BUT IT CANNOT BE HELPED – FOR JUSTICE WILL BE SERVED. I AM NOT WELL, AND FOR THIS I WILL MAKE THE CON EDISON SORRY – YES, THEY WILL REGRET THEIR DASTARDLY DEEDS – I WILL BRING THEM BEFORE THE BAR OF JUSTICE – PUBLIC OPINION WILL CONDEMN THEM – FOR BEWARE, I WILL PLACE MORE UNITS UNDER THEATER SEATS IN THE NEAR FUTURE. F.P.

#### 1952年
1952年3月19日、ポート・オーソリティ・バスターミナルの電話ボックスで爆発があったが、死者・負傷者は出なかった。
同年6月と12月には、レキシントン街にあるロウズ・シアターの座席で爆発があり、12月の爆発によって1人が負傷した。
警察は新聞各社に犯行声明文を掲載したり、初期の犯行をばかにするような記事を書かないように指示したが、この爆発によって爆弾魔「マッドボンバー」の存在が世に知れ渡った。

#### 1953年
1953年、ラジオシティ・ミュージックホールとキャピトル・シアターで爆発があった。また、グランド・セントラル・オイスターバー近くのコインロッカーでも爆発があり、いずれの事件も死者・負傷者は出なかった。
警察は手製爆弾事件の犯人を目立ちたがり屋によるものだとした。
このほかにも、ペンシルベニア駅のコインロッカーでも不発弾が見つかった。

#### 1954年
1954年、グランド・セントラル駅の男子トイレのシンクに取り付けられた爆弾が爆発し、男性3人が軽傷を負った。
ポート・オーソリティ・バスターミナルの電話ボックスでも爆発があったが、けが人は出なかった。また、修理のために撤去予定だったペンシルベニア駅の電話ボックスからも爆発物が見つかった。
1954年11月7日、ラジオシティ・ミュージックホールでビング・クロスビーの主演映画『ホワイト・クリスマス』上映中、15列目の席のクッション部分に仕掛けられていた爆弾が爆発し、4人が負傷した。爆弾は椅子の詰め物にくるまれた状態になっていたため、爆発音は近くの席にいた観客にしか聞こえなかった。映画の上映は続けられ、負傷者は劇場内の医務室に誘導され、近くにいた50人も劇場の後部まで案内された。上映終了には別の演目が上演され、1時間半後、警察が爆発のあった地点から150席を立ち入り禁止にし、捜査にあたった。

#### 1955年
1955年、ブルックリンにあるIRT路線のサッター・アベニュー駅のプラットフォームで爆発があったが、死者・負傷者は出なかった。
また、ペンシルベニア駅の電話ボックスとコインロッカーでも爆発があったほか、ラジオシティ・ミュージックホールでも予告電話の後に爆発があった。
映画館ロキシー・シアターでも切り裂かれた座席から爆弾が室内装飾業者用の作業台に転げ落ちる騒ぎがあったが、不発に終わった。
パラマウントシアターでも座席に仕掛けられた爆弾が爆発し、その破片が靴にあたったが、けがはなかった。
捜査当局は現場の座席から小さなペンナイフを見つけ、もし誰かに止められたり見つかった時のためにナイフを残したのではないかと推測した
同年12月、グランド・セントラル駅の男子トイレの椅子に仕掛けられた爆弾が爆発したが、けが人は出なかった。

#### 1956年
1956年、ペンシルベニア駅の男子トイレを掃除していた74歳の清掃員が、便器に仕掛けられていた爆弾の爆発により重傷を負った。この清掃員は、若い男性からトイレが詰まっているとの知らせを受け、ラバーカップでつまりを取り除こうとして爆発に巻き込まれたとされている。
7月、百貨店メイシーズの1階にある電話ボックスの棚からつるされていた爆発物も爆発した。
同年、ロックフェラーセンターにあるRCAビルディングの警備員が、電話ボックスからパイプ片5本を発見した。
別の警備員が配管工事に使えるからとパイプ片をもらい、ニュージャージー州にある自宅に持ち帰った。翌日の早朝、その警備員の自宅のキッチンが吹き飛ばされていたものの、けが人は出なかった。
12月2日、ブルックリンにあるパラマウントシアターで6人が負傷し、うち1人が瀕死の重傷を負った。新聞各社は大事件として報じ、翌日にはニューヨーク市警察委員長のスティーブン・ケネディが「ニューヨーク市警察史上最大の捜査網を広げる」と話した。

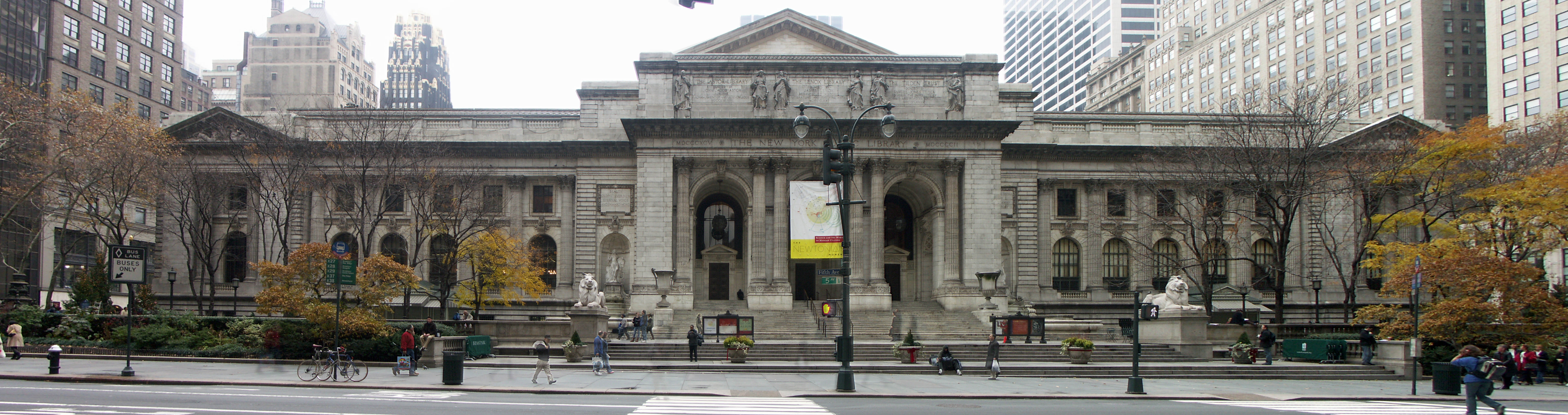
ニューヨーク公共図書館

同年12月24日、ニューヨーク公共図書館の職員が、電話ボックスで小銭を落として拾った際、栗色の靴下が棚の下から磁石で止められているのを見つけた。
靴下の中には、両端が糸で詰められた鉄製のパイプ片が入っていた。
他の職員と相談した後、彼はブライアント・パークに向かってその不審物を投げ捨てた。別の職員が警察に通報し、爆発物処理班や、60人を超える警官や刑事が詰めかけた。
翌月、メテスキーはニューヨーク ジャーナルアメリカンに宛てた手紙の中で、タイムズスクエア・パラマウントの座席に埋め込んだことと同時期に、公共図書館にも爆発物を仕掛けたことを認めた。

### 1957年の逮捕、および逮捕後の爆発物の発見
1957年1月にメテスキーが逮捕されてから8か月後、レキシントン街のロウズ・シアターの室内装飾業者が切り裂かれた座席を修理する中で、彼が仕掛けた爆弾を発見した。
これらは、1952年6月と12月に爆発したものに関連するものであり、警察は見つけることができなかった。
またメテスキーは、イースト川にあるコン・エジソンの社屋や7番街と47丁目にあるエンバシー・シアターにも爆発物を仕掛けたとしていたが、発見されなかった。
ロウズ・シアターで爆発物が見つかったことを最後に、「もし残る二つの爆発物が本当に仕掛けられていたのだとしても、これだけ徹底した探索で見つからないのだから、もうそこにはないのだろう」としてマッドボンバー事件の捜査は終了した。

## 捜査
当初は、コン・エジソンの元従業員の怨恨による犯行だという見る向きが大きく、コン・エジソンも従業員の記録を提出したほか、タレコミや内部告発、脅しの手紙もたくさん来た。刑事たちも、裁判記録や、精神病院の通院歴を調べ、爆弾作成の技能を得られそうな職業訓練校も捜査の対象に入れるほど、広範囲の捜査を行った。市民も、挙動不審な隣人や爆弾についてやけに詳しい同僚の情報も警察に届け出た。警察内でも、 Bomb Investigation Unitという特別班が結成されたが、タレコミを得る以上の成果は得られなかった。
1956年、警察は、複数の州に向けて「ボール盤またはねじ山を作るのに必要な旋盤を扱うほどの技能を持つ人物で、ホワイト・プレインズから郵便物を投函し、コンソリデーテッド・エジソンに深く恨みを持つ、40歳以上の人物」について注意するよう通達を出した。
また、現場で見つかったものと似たような手製のパイプ爆弾に関するイラスト入りの注意文書も配布された。
警察は犯人の独特の文体を公表し、心当たりがあったら教えてほしいと呼びかけた。
爆弾魔が犯行声明文を投函したホワイト・プレインズの自動車運転免許の申請も調べられたが、犯人と似た筆跡の申請書が500通もあることが判明し、該当者の一覧が市警に送られた。
1956年12月2日のパラマウントシアターでの爆発は、報道各社の注目を集めた。
爆発の翌日、ニューヨーク市警察委員長のスティーブン・ケネディは、ニューヨーク市警の各部署の代表者と話し合い、「ニューヨーク市警察史上最大の捜査網を広げる」と発表した。
ニューヨーク市警は爆弾魔の所業を「看過できない狼藉」とし、爆弾魔を捕らえた者にはただちに昇格のチャンスを与え、指揮官には、各員に逮捕の必要性を説くよう指示した。
1956年12月27日、ニューヨーク市財政評価委員会および、ニューヨーク市警の警察官たちの労働組合である警察官慈善協会は、爆弾魔を捕らえた者に26,000ドルの報奨金を出すことを発表した。

### 便乗犯・偽爆弾
捜査期間中、警察や市民は便乗犯や偽の爆弾に振り回された。
1951年ごろ、メテスキー同様コン・エジソンに恨みのある元従業員フレデリック・エバーハートは、コン・エジソンの人事部長宛てに砂糖を詰めた偽のパイプ爆弾を送り付け、手紙に物を入れて脅迫したかどで告発された。地区検事長補は同年11月の罪状認否の中で「被告のしたことは、ニューヨーク市警の悩みの種である。我々は被告人が健全な精神の持ち主でないと断定する。ここ数か月の間、被告人は偽の爆弾を市民に送り付けている。何百人もの警察官が彼のしたことを調べ上げるために動員されている」と述べている。
その後、エバーハートは精神鑑定のためにベルビュー病院に移送された。数か月後、エバーハートの弁護士が「人事部長に宛てた手紙は、法律でいうところの『脅しの文面』ではなかった」と抗議したことにより、エバーハートは釈放された。
1951年10月、電話による爆破予告を受け、グランド・セントラル駅の待合室が立ち入り禁止となり、 3000のロッカーが調べ上げられた。ニューヨーク市警の関係者35人が捜査にあたったが、3000のうち1500のロッカーが使用中だったのに対し、マスターキーは1本しかなく、調査には3時間も要した。調査にあたり、爆発物処理班のリーダーは内容物を触ったり、携帯の蛍光透視機を用いたりした。
1956年12月29日は偽の爆弾が最も多く見つかった日であり、劇場や学校、オフィスなど様々な場所で見つかった。グランド・セントラル駅の電話ボックスで見つかった偽の爆弾には、エンパイア・ステート・ビルディングを爆破するという内容のメモが残されていたため、全102階の捜索が行われた。
63歳の鉄道関係者が容疑者として、グランド・セントラル駅から連行されたが、East 35th Streetにある警察署で取り調べを受ける中で心臓発作のため死亡した。その後の捜査において、この男性は容疑者リストから外された。

### プロファイリング
指紋の専門家や筆跡鑑定の専門家に協力を仰いだり、爆発物処理班を結成するなど、ニューヨーク市警は手を尽くしたが、成果は一向に出なかった。
従来のやり方ではこの爆弾魔を捕らえないと感じた警部のジョン・クローニンは、友人である犯罪学と精神医学の専門家でニューヨーク市警察精神衛生課の副本部長を務めるジェームズ・ブラッセルに協力を求めた。また、クローニンはブラッセルにニューヨーク市警察の犯罪科学捜査研究所の署長であるハワード・フィニーを紹介した。
フィニーと二人の刑事とともに、ブラッセルは犯行現場の写真を分析し、爆弾魔の精神状態や電気技能のほどについて語り合った。
話し合いの後、ブラッセルはのちにプロファイリングと呼ばれる技法で爆弾魔の特徴を洗い出した。
コン・エジソンならびにその関係者によって不具にされたという怨恨が爆弾魔の心を埋め尽くしているとみたブラッセルは、「陰湿な出来事を経験した犯人は、長い間、順序だてて論理づけられた妄想にとりつかれていた」と述べ、爆弾魔が偏執病に苦しんでいるという結論を導き出した。
現場に残された証拠や、精神病を患った犯罪者と渡り合った自身の経験から、ブラッセルは爆弾魔についてのいくつかの推論を示した。
男性である。なぜなら、歴史上の爆弾魔は皆男性だからである。精神病患者の研究の観点から、中肉中背と思われる。偏執病は症状が出るのが遅いため、40代から50代からと思われる。犯行声明文や爆弾の完成度から、几帳面な性格と思われる。働いていた時は模範的だとほめられたと思われる。中央ヨーロッパでは爆弾が多く扱われていたことから、おそらくスラブ系である。また、スラブ人の大半がカトリックであることから、犯人もおそらくカトリックである。礼儀正しいが友好的ではない。
（Male, as historically most bombers were male. Well proportioned and of average build, based on studies of hospitalized mental patients. Forty to fifty years old, as paranoia develops slowly. Precise, neat and tidy, based on his letters and the workmanship of his bombs. An exemplary employee, on time and well-behaved. A Slav, because bombs were favored in Middle Europe. A Catholic, because most Slavs were Catholic. Courteous but not friendly.）
適切な教育は受けているが、大学は出ていないと思われる。アメリカ国外で生まれた、もしくは育ったため、我々から見ると外国語を英訳したのではないか思うぐらい犯人の文章は古風で畏まっている。手書きの「w」が丸まっているが、これは乳房を連想させる。また、劇場の座席を切り裂いて爆弾を入れた手口から、犯人にエディプスコンプレックス（母親を愛し、父親や先生といった他の権威ある人物を憎む）といった性愛に関するトラブルがあったのではないかと思われる
（Has a good education but probably not college.  Foreign-born or living in a community of the foreign-born – the formal tone and old-fashioned phrasing of the letters sounded to Brussel as if they had been written or thought out in a foreign language and then translated into English.  Based on the rounded letter "w's" of the handwriting, believed to represent breasts, and the slashing and stuffing of theater seats, Brussel thought something about sex was troubling the bomber, possible an oedipus complex – loving his mother and hating his father and other authority figures.）
孤独で、友人がおらず、異性に興味を持たない、おそらく童貞であろう。独身で、おそらく年上の女性の肉親と同居している。コネチカット州にはスラブ系移民が多いことと、コネチカット州とニューヨーク市の間にあるウエストチェスター郡の郵便局の消印があることから、おそらくコネチカット州在住と思われる。
（A loner, no friends, little interest in women, possibly a virgin.  Unmarried, perhaps living with an older female relative. Probably lives in Connecticut, as Connecticut has high concentrations of Slavs, and many of the bomber's letters were posted in Westchester County, midway between Connecticut and New York City.）
また、ブラッセルは犯人は捕まった時点でダブルのスーツを着、ボタンをきっちり留めるだろうと予言した。
警察は爆弾魔の捜査を地道に行うという捜査方針を立てていたが、ブラッセルは「間違った仮定によって、犯人が反応を見せたがる」と主張し、自身のプロファイリングを公表するよう求めた。
ニューヨークタイムズは、「16年にわたる狂人探し」（"16-Year Search for a Madman"）という見出しで、ブラッセルのプロファイリングの要約を以下のように掲載した。
40代から50代の独身男性。内向的で、社交的ではないものの、反社会的でもない。整備工としての腕は確かで、道具の扱いには絶対の自信を持つ。ずるがしこく、他人を見下す傾向あり。自らの仕事の評価に対しては不服としている一方、恨みを表に出そうとしない。高潔で、誠実。女性への興味はない。最終学歴は高卒。軍需品の扱いに慣れている。信仰心は篤い。仕事のことで指摘されるとむきになる可能性あり。犯行の動機として考えられるのは次のうちのいずれかと思われる。解雇ならびに懲戒処分。自らを非難した者が劣っているという考え。積年の恨み。犯人はコンソリデーテッド・エジソンの従業員もしくは元従業員。進行性の偏執病を抱えている可能性あり。
（Single man, between 40 and 50 years old, introvert.  Unsocial but not anti-social.  Skilled mechanic.  Cunning.  Neat with tools.  Egotistical of mechanical skill.  Contemptuous of other people.  Resentful of criticism of his work but probably conceals resentment.  Moral.  Honest.  Not interested in women.  High school graduate.  Expert in civil or military ordnance.  Religious.  Might flare up violently at work when criticized.  Possible motive: discharge or reprimand.  Feels superior to critics.  Resentment keeps growing.  Present or former Consolidated Edison worker.  Probably case of progressive paranoia.）
1956年12月25日、新聞各社はニューヨーク公共図書館の出来事とともに、このプロファイルを掲載した。同月末、爆弾を発見したといううその情報や偽証が相次いだ。一番多かったのは、12月28日の50件で、29日の時点でも20件以上のいたずら通報が寄せられた。

### ニューヨーク ジャーナルアメリカンへの手紙
プロファイルを掲載した翌日、ニューヨーク ジャーナルアメリカンは、ニューヨーク市警察と共同で犯人に対して降伏するよう求める公開書簡を掲載した。
新聞社は公正な裁判を行うことを約束し、犯人に自らのつらい気持ちを打ち明けるよう求めた。翌日、メテスキーは"F.P."という署名でニューヨーク ジャーナルアメリカンあてに返事を出した。メテスキーは降参するつもりはなく、コン・エジソンに正義の鉄槌を下すと手紙の中で述べた。
また、彼はその年に爆弾を設置した場所のリストも送り、きっとまだ見つかっていないのもあるだろうとした。
さらに、同じ手紙に「私の命は残りわずかだ。成人してからというものずっと寝たきりだ。私の唯一の慰めは、私に対する悪行への仕返しだ。たとえ墓から這い上がってきてでも仕返しをする。」（My days on earth are numbered – most of my adult life has been spent in bed – my one consolation is – that I can strike back – even from my grave – for the dastardly acts against me.）と書いた。
一部は警察による修正が入ったものの、メテスキーの手紙は、つらい気持ちを打ち明けるよう説得する別の公開書簡とともに、ジャーナルアメリカンの1月10日の新聞に掲載された。
メテスキーは二通目の手紙の中で、爆弾の材料について語り、「ショットガン用の弾薬は威力がとても弱い」と拳銃用の弾薬を好むそぶりを見せた。彼は同じ手紙の中で、3月1日まで爆弾の設置をしないと宣言し、「私はコン・エジソンの発電プラントでの作業中に負傷し、その結果として私は完全にかつ永遠に不具となった」と述べ、これから自分の医療費を支払うつもりで、コン・エジソンから賠償訴訟を阻止されたと述べた。また、メテスキーは以下のようにも述べた。
もし車を運転しているときに犬をはねたら、報告する義務がある。なのに、作業員が負傷したときはそうもしなかった。奴は作業員を犬以下だとみなしている。私はこの話をマスコミにしようとし、多くの人にこの話を聞いてもらおうとした。私はたくさんの言葉 (約800,000語) をタイプした、なのに、誰も聞いてくれなかった。そこで私はコン・エジソンによるこの悪行を世に知らしめるために知恵を絞り、爆弾を設置することを思い当たった。
（When a motorist injures a dog – he must report it – not so with an injured workman – he rates less than a dog – I tried to get my story to the press – I tried hundreds of others – I typed tens of thousands of words (about 800,000) – nobody cared –  [...]  – I determined to make these dastardly acts known – I have had plenty of time to think – I decided on bombs.）
警察の編集を受けた後、ニューヨーク ジャーナルアメリカンは1月15日の新聞で彼の手紙を掲載し、公正な審理を新たに開きたいので事故の日時や詳細について教えてほしいと書いた。
メテスキーが三度目に送った手紙は、1月19日に新聞社に届いた。この手紙の中でメテスキーは、「負傷した後、応急処置もされずに冷たいコンクリートの上に何時間も放置された結果肺炎になり、それが悪化して結核になった」と述べている。また、彼は賠償請求が却下されたことと、同僚たちが「偽証」したと手紙の中で述べており、事故があったのは1931年9月5日だと記した。さらに、この手紙は、メテスキーの降伏によって迷惑をこうむる家族がいない場合、賠償請求を再開させるためならばそのようなことをすることも考えるだろうということをほのめかしていた。メテスキーはこの事故を公にしてくれたニューヨーク ジャーナルアメリカンに感謝の意を述べ、もう爆弾を置いたりはしないだろうと述べた。この手紙は、メテスキーが逮捕された日の翌日の紙面に掲載された。

### 犯人の特定
コン・エジソンの事務員であるアリス・ケリーは、重大な健康被害を理由とした労働者災害補償保険の申請から犯人を割り出そうとしていた。1957年1月18日、直接的・間接的に脅すといった「問題のある」社員が申請した労働者災害補償保険の最後の組を調べる中で、ケリーは「不正義」（"injustice"）と「完全に不具になった」（"permanent disability"）と赤で書かれたファイルに注目した。これらの言葉は、ジャーナルアメリカンに掲載された公開書簡にも含まれていた。このファイルの申請者こそジョージ・メテスキーであり、1929年から1931年まで勤務していた彼は、1931年9月5日に発電プラントの事故に巻き込まれた記録があった。また、ファイルに同封されていた手紙にも「蛮行」（ "dastardly deeds"）という言い回しがあり、ジャーナルアメリカンに掲載された公開書簡と似たような内容だった。この発見はその日の夕方5時前に警察にも知らされた。当初警察は、この知らせをたくさんある手掛かりのうちの一つであるとしか考えていなかったが、ウォーターバリー警察には、メテスキーならびに 17 Fourth Streetにある彼の自宅に対して慎重に捜査するよう伝えた。
メテスキー逮捕の際、警察はニューヨーク市警察の刑事がファイルを発見した、と説明していた。のちに出された報奨金に関する報告書は、ファイルを見つけたのはケリーであるとし、当初の発表は「刑事がコン・エジソンの社屋内でファイルを受け取った」を「刑事が多くのファイルの中からファイルを見つけ出した」と取り違えたために生じた誤解によるものだと説明した。
ニューヨーク市警察は、ケリーがメテスキーの逮捕に結びつく手がかりを与えたと公式に声明を出したが、ケリーは自分の仕事をしたまでと述べ、26,000ドルの報奨金の受け取りを丁重に辞退した。
また、ケリーと会社はもちろん、株主たちの勇気をたたえるため、コン・エジソンの取締役会も報奨金の受け取りを辞退した。
捜査の再評価を行った捜査官は、コン・エジソン側が2年間に何度も「1940年より前に切れたサービスの記録は破棄しました（ので、犯人に関する記録はありません）」と主張するため、捜査が難航したと振り返っている。
メテスキーに関する記録は1月14日付のものだけが残っていたが、それは機密情報という扱いであり、警察から正式な要請があっても、コン・エジソン側が「この書類は法廷書類であり、手に入れたければ、法務部を通すように」と主張したことも、捜査が遅れる原因の一つであったと捜査官は振り返っている。コン・エジソンの代表者は誤解が原因で捜査に遅れが生じたと述べている。

### 逮捕
1957年1月21日の真夜中前、ウォーターバリー警察の協力のもと、ニューヨーク市警察は捜査令状を持ってメテスキーの自宅に入った。
警察はメテスキーの指紋をとった後、Gの字を書かせた。書き終わった後、メテスキーは顔を上げて「君たちがなぜここにきているのかはわかっている。私がマッドボンバーだと思っているだろう」と言った 。
そして、刑事から"F.P."は何の略だと尋ねられ、メテスキーは「フェアプレイ」（"Fair Play"）と答えた。
ガレージに案内された刑事たちは旋盤を見つけたほか、家の裏の食糧庫に隠されていたパイプや爆弾づくりに必要なコネクタ、さらには3つの安価な懐中時計、懐中電灯用の電池、端子のつまみ、そして、爆弾を運ぶのに用いられたと思われる、片方しかないウールの靴下も複数見つけた。
警察が来たとき、メテスキーはパジャマ姿だったが、ウォーターバリー警察署に連行される前に着替えた。着替え終えたメテスキーは、ブラッセルの予言通りダブルのスーツを着、ボタンをきっちり留めていた。

## 取り調べ
メテスキーは彼を逮捕した警官たちに対し、コン・エジソンでの事故により不具（ "gassed"）にされた挙句結核になり、うまみのない取引（"got a bum deal"）をしたことから爆発物の設置を始めたと供述した。
供述の中でメテスキーは32か所の爆発物の設置場所のリストを提供し、設置時期や場所、大きさまでをも正確に覚えていた。その一方、彼は爆発物について説明する際、爆弾（"bomb"）ではなく装置（"unit"）と形容した。
また、彼は一連の犯行のうち、まだ知られていない15の爆発物の設置場所や大きさ、設置日を記したリストを提供した。いずれもコン・エジソンに設置されたものであり、報道されたものはなかった。
コン・エジソンに仕掛けた爆発物が新聞に取り上げられていないことを知ったメテスキーは、コン・エジソンが彼に対して行った悪行（ "injustices" ）を世に知らしめるべく、人が多く集まる場所に爆発物を仕掛けることにした。
また、元アメリカ海兵隊の軍人だったメテスキーは愛国心から、第二次世界大戦にアメリカが参戦している間は爆弾を設置するのをやめたと話した。
警察が調べたところ、これまで見つかったものよりも大きな部品が見つかった。メテスキーはこれをニューヨーク・コロシアムに仕掛けるつもりだったと話している。

## 起訴
メテスキーは32か所に爆発物を設置したことを認めた。
大陪審において、警察関係者や目撃者、そして負傷者ら35人分の証言に基づき、 殺人未遂や爆発物による建物損壊、悪意を持って他人の生命を危機にさらした罪のほか、爆発物や武器を隠したまま携行した行為がニューヨーク州の銃刀法にあたるサリバン法に違反するとして起訴状が出された。
出訴期限法に基づき、前述の5年間で7人を負傷させた件についてが殺人未遂として起訴された。

メテスキーはベルビュー病院で精神鑑定を受けていたが、判決を聞くために裁判所へ移送された。

## 州立マチュワン精神病院への収容
精神鑑定の専門家でもある判事サミュエル・S・リーボウィッツ（Judge Samuel S. Liebowitz）はメテスキーが実際に結核を患っているうえに妄想型の統合失調症も患っており心身ともに回復の見込みがないとし、精神異常（legally insane ）として、裁判を中止した。
1957年4月18日、リーボウィッツは、ニューヨーク州ビーコンにある州立マチュワン精神病院に収容する決定を下した。
結核の進行により余命が数週間もないとみなされたことから、メテスキーは病院に入院した。一年半の治療の末、メテスキーの状態は改善し、14年後の新聞記事には、68歳のメテスキーが元気になったと報じられている。
メテスキーがマチュワン精神病院にいる間、ジャーナル・アメリカンは、精神的に無能で自らの権利について知らない本人に代わって、労働問題について詳しい弁護士バーソロミュー・ジェームズ・オルーク（ Bartholomew James O'Rourke）を雇い、却下された1931年の事故について訴訟を起こしたが、却下された
。
メテスキーは精神医療セラピストに対しては何も答えなかった一方、態度は模範的であり、問題もなかった。彼の姉が定期的に面会に来たほか、プロファイラーのブラッセルも
時折面会に来た。ブラッセルは面会の中で、一連の爆発物はあえて死人が出ないように作られていたことを指摘した。

## 釈放
1973年、合衆国最高裁判所は、判事がその危険性を認めない限り、精神障害を持つ被告人はニューヨーク州矯正局が運営する医療機関に収容してはならないという判断を下した。
メテスキーは裁判を受けずに病院に収容されたため、矯正システムとは無関係のクリードムア精神医学センターに移送された。

医師たちがメテスキーを無害であると判断したことと、裁判で下されるはずだった25年の最高刑の3分の2を病院の中で過ごしたことから、メテスキーは1973年12月13日にクリードムア精神医学センターを退院した。その後、自宅近くにあるコネチカット精神衛生クリニック（ Connecticut Department of Mental Hygiene）に通院した。
退院の際、一人の記者が彼に取材したところ、彼はもう暴力に訴えることはしないとしつつも、コン・エジソンに対する怒りと恨みはまだ残っているとした。

また、彼は「爆弾の設置を始める前に、市長や警察本部長、新聞各種宛てに900通も手紙を送ったが、誰も葉書一つもくれなかった。新聞の広告欄にも応募したが、すべて却下された。だからあのような方法をとって世間に訴えるしかなかった」（I wrote 900 letters to the Mayor, to the Police Commissioner, to the newspapers, and I never even got a penny postcard back.  Then I went to the newspapers to try to buy advertising space, but all of them turned me down.  I was compelled to bring my story to the public.）とも述べている。
ウォーターバリーに帰ったメテスキーは、退院から20年後に90歳で死去した。

## 参考資料
- Brussel, James A (1968). Casebook of a Crime Psychiatrist. Bernard Geis Associates. pp. 7–73
- Cannell, Michael (2017). Incendiary: The Psychiatrist, The Mad Bomber and the Invention of Criminal Profiling. Minotaur Books. ISBN 978-1-250-04894-3
- Greenburg, Michael M. (2011). The Mad Bomber of New York, The Extraordinary True Story of the Manhunt that Paralyzed a City. Union Square Press. ISBN 1-4027-7434-6